# Verbascum degenianum
Verbascum degenianum är en flenörtsväxtart som beskrevs av Sóo. Verbascum degenianum ingår i släktet kungsljus, och familjen flenörtsväxter. Inga underarter finns listade i Catalogue of Life.